# فایر! ارکسترا
«فایر! ارکسترا» (به انگلیسی: Fire! Orchestra) یک گروه موسیقی جَز سوئدی است.

## سال‌های آغازین
متس گوستافسون (ساکسوفونیست)، یوهان برتلینگ (باسیست) و آندریاس ورلین (درامر) در سال‌های پایانی دههٔ ۲۰۰۰ میلادی یک ابرگروه سه‌نفرهٔ اکسپریمنتال با نام فایر‍! را بنیان گذاشتند. آن‌ها در فایر‍! رویکردی نو در بداهه‌نوازی را پیش گرفتند و موسیقی‌شان آمیزه‌ای از فری جَز، سایکدلیک راک و نویز بود. اولین آلبوم فایر! در سال ۲۰۰۹ و با نام تا همین پنج دقیقه پیش دوستم داشتی  منتشر شد که دربردارندهٔ ۴ قطعه بود. در این آلبوم علاوه بر ۳ ساز اصلی اعضای گروه، صدای سازهای دیگری مانند پیانو الکتریک و اُرگ هم به‌گوش می‌رسد که به‌نظر می‌رسد آوِرداب شده‌اند و آلبوم واقعاً به‌صورت بداهه ضبط نشده، گرچه اجرا کاملاً یکپارچه است. دو آلبوم بعدی فایر با نام منتشر نشده؟ (۲۰۱۱) با همکاری جیم اورورک و داخل دهان: یک دست (۲۰۱۲) با همراهی اورن آمبارچی ضبط شدند و همانند آلبوم آغازین، هرکدام شامل ۴ قطعه بودند.

## فایر! ارکسترا
یک‌سال پس از انتشار آلبوم داخل دهان: یک دست اعضای بنیان‌گذار فایر با اضافه کردن ۲۵ عضو جدید نام گروه را به فایر! ارکسترا تغییر دادند و به‌این شکل مجموعه‌ای کامل از نوازندگان سازهای زهی، سازهای بادی چوبی و برنجی و آلات موسیقی الکترونیک گرد هم آمدند. یکی از این اعضای جدید مریم والنتین خوانندهٔ ایرانی/سوئدی بود. والنتین همسر آندریاس ورلین است که سابقهٔ همکاری با یکدیگر در گروه دونفرهٔ وایلدبردز اند پیس‌درامز را هم دارند.
فایر! ارکسترا تا به امروز ۵ آلبوم به‌نام‌های خارج شوید!، وارد شوید، مناسک، ورود و اقدامات منتشر کرده‌اند. در این سال‌ها تعداد اعضای گروه از ۲۸ نفر آلبوم آغازین به ۱۴ نفر در آلبوم‌های پایانی‌شان کاهش یافته‌است.

### ۲۰۱۹: ورود
در سال ۲۰۱۹ چهارمین آلبوم فایر! ارکسترا با نام ورود منتشر شد. ورود شامل هفت قطعه است که دوتای آن‌ها بازخوانی هستند؛ «At Last I Am Free» از گروه موسیقی شیک و «Blue Crystal Fire» از رابی باشو. اشعار ترانه‌های اوریجینال آلبوم، تعمقی ژرف در مفاهیمی همچون طبیعت و آزادی دارند. رولینگ استون این آلبوم را به‌عنوان یکی از «۱۰ آلبوم برتر جاز سال ۲۰۱۹» برگزیده‌است.

### ۲۰۲۰: اقدامات
اقدامات یک آلبوم ۱ آهنگه با زمان ۴۰ دقیقه و خوانش جدیدی از «Actions for Free Jazz Orchestra» ساختهٔ کریستف پندرسکی است. نسخهٔ اصلی حدود ۱۶ دقیقه زمان دارد و اولین‌بار در سال ۱۹۷۱ توسط دان چری و ارکسترش اجرا شده‌است. پندرسکی در این اثر پی برقراری تعادلی صحیح بین آهنگسازی و بداهه‌نوازی بود و فایر ارکسترا آن را در فضایی معاصر و با رویکرد صوتی مدرن‌تر ارائه می‌کنند. سازها شامل سه ساکسوفون، سه ترومپت، توبا، ترومبون، فلوت، کلارینت باس، هَموند بی۳، درامز، گیتار و باس هستند. سازبندی تقریباً شبیه به نسخهٔ سال ۱۹۷۱ دان چری است، اگرچه یک توبا جایگزین یکی از ترومبون‌ها شده و میکس صدا در نسخهٔ فایر! خلاقانه‌تر است.

## اعضای فعلی
- مریم والنتین - آواز
- سوفیا یرنبرگ - آواز
- آنا لیندال - ویلون
- لئو سونسون - چلو
- جوزفین رونستین - ویلون
- کت هرناندز - ویلون
- پر تگزاس جانسون - کنترباس و کلارینت باس
- کریستر بوتن - کنترباس و کلارینت باس
- ایساک هیدشارن - کلارینت سی‌بمل
- الکساندر زتسون - پیانو
- سوزانا سانتوس سیلوا - ترومپت
- متس گوستافسون - ساکسوفون
- یوهان برتلینگ - باس
- آندریاس ورلین - درامز
- میکائیل ورلین - اصوات[۱۴]